# UFC 65
UFC 65: Bad Intentions（ユーエフシー・シックスティファイブ：バッド・インテンションズ）は、アメリカ合衆国の総合格闘技団体「UFC」の大会の一つ。2006年11月18日、カリフォルニア州サクラメントのアルコ・アリーナで開催された。

## 大会概要
ダブルタイトルマッチとなった本大会では、世界ヘビー級タイトルマッチで王者ティム・シルビアが16連勝中のCWFCヘビー級王者ジェフ・モンソンを判定で降して2度目の王座防衛に成功し、UFC 50の再戦となった世界ウェルター級タイトルマッチでは挑戦者ジョルジュ・サンピエールが王者マット・ヒューズからリベンジを果たし世界王座獲得に成功した。
UFC初参戦となったDEEPライト級王者三島☆ド根性ノ助は、ジョー・スティーブンソンに一本負けを喫した。

## 試合結果

### プレリミナリィカード
第1試合 ヘビー級 5分3R
○  ジェイク・オブライエン vs.  ジョシュ・スコックマン ×
3R終了 判定3-0（30-27、30-27、30-27）
第2試合 ライトヘビー級 5分3R
○  ジェームス・アーヴィン vs.  ヘクター・ラミレス ×
2R 2:36 TKO（レフェリーストップ：右フック→パウンド）
第3試合 ヘビー級 5分3R
○  アントニー・ハードンク vs.  シャーマン・ペンダーガースト ×
1R 3:15 KO（左ストレート）
第4試合 ウェルター級 5分3R
○  ニック・ディアス vs.  グレイゾン・チバウ ×
2R 2:27 TKO（レフェリーストップ：パウンド）

### メインカード
第5試合 ライト級 5分3R
○  ジョー・スティーブンソン vs.  三島☆ド根性ノ助 ×
1R 2:07 フロントチョーク
第6試合 ヘビー級 5分3R
○  ブランドン・ヴェラ vs.  フランク・ミア ×
1R 1:09 TKO（レフェリーストップ：パウンド）
第7試合 ライトヘビー級 5分3R
○  ドリュー・マクフェドリーズ vs.  アレッシオ・サカラ ×
1R 4:07 TKO（レフェリーストップ：パウンド）
第8試合 UFC世界ヘビー級タイトルマッチ 5分5R
○  ティム・シルビア vs.  ジェフ・モンソン ×
5R終了 判定3-0（50-45、49-46、49-46）
※シルビアが王座の2度目の防衛に成功。
第9試合 UFC世界ウェルター級タイトルマッチ 5分5R
○  ジョルジュ・サンピエール vs.  マット・ヒューズ ×
2R 1:25 TKO（レフェリーストップ：左ハイキック→パウンド）
※サンピエールが王座獲得に成功。

### 各賞
ファイト・オブ・ザ・ナイト： ジェームス・アーヴィン vs. ヘクター・ラミレス
ノックアウト・オブ・ザ・ナイト： ジョルジュ・サンピエール
サブミッション・オブ・ザ・ナイト： ジョー・スティーブンソン